# 左翼ナショナリズム
左翼ナショナリズム（さよくナショナリズム、英語: Left-wing nationalism）とは、左翼または左派の立場におけるナショナリズムのこと。

## 概説
左翼ナショナリズムとは通常、社会的平等や国民主権、民族自決などを基礎とした、ナショナリズムの形態で、その起源はフランス革命のジャコバン派とされ、典型的には反帝国主義を掲げる。また冷戦構造崩壊後は、アメリカ合衆国中心のグローバリゼーションに反対することが増えた。
左翼ナショナリズムは、ナショナリズムとしては右翼ナショナリズムと対比させた概念であり、人種主義的なナショナリズムやファシズムには反対する場合が多いが、スターリニズムや毛沢東思想などでは不寛容や人種的偏見を持つ場合もある 。
歴史上の著名な左翼ナショナリズム運動には、マハトマ・ガンディーの下でインドの独立を推進したインド国民会議や、アイルランド独立戦争および北アイルランド問題時代のシン・フェイン党、南アフリカ共和国でアパルトヘイトに反対したネルソン・マンデラの下のアフリカ民族会議、などがある。
社会主義の潮流の中でも、第一次世界大戦勃発時に多くの社会民主主義政党は国際主義を放棄して自国の参戦に賛成したため、それを批判する立場から社会愛国主義と呼ばれた。またマルクス主義の潮流の中でも、ロシア革命以降のマルクス・レーニン主義、特にスターリニズムは愛国主義や民族主義を掲げた。第二次世界大戦終結後スターリン批判を受け、中華人民共和国の毛沢東思想、ホー・チ・ミンのベトナム労働党、エンヴェル・ホッジャのアルバニア労働党、ユーゴスラビア社会主義連邦共和国のチトー主義、ガマール・アブドゥル＝ナーセルのアラブ社会主義、シリアやイラクのバアス党、朝鮮民主主義人民共和国の主体思想、ミャンマー（ビルマ）の「社会主義へのビルマの道」（ビルマ式社会主義）などは、それぞれ自主独立や民族自決を強調した。

## 各国

### 日本
1906年、北一輝は「国体論及び純正社会主義」で、社会主義と天皇および国家主義を結びつけ、陸軍皇道派に影響を与えた。1930年代、社会主義者の赤松克麿や島中雄三らは国民社会主義を提唱し、赤松は日本国家社会党を結成した。また社会大衆党の麻生久らは陸軍の「国防の本義と其強化の提唱」を「軍部の社会主義的傾向の表現」と評価し、新体制運動や大政翼賛会に積極参加した。大川周明は社会主義、統制経済とアジア主義を関連づけた。
1920年代以降、労農派は日本民主革命論争や日本資本主義論争で日本に応じた社会主義を主張してコミンテルンと対決し、後の社会党左派や日本型社会民主主義に影響を与えた。
1950年代の砂川紛争、1960年代から1970年代の安保闘争、ベトナム反戦運動、沖縄本土復帰運動、反帝国主義の民族解放運動などは、反米や反欧米のナショナリズムの側面も持った。
日本の新左翼のうちでは、「反米愛国」を掲げて京浜安保共闘が羽田空港突入闘争やダイナマイト等を使った米軍基地襲撃を行ったり、日本赤軍は「世界革命」を掲げてパレスチナ解放闘争と連帯した例、毛沢東思想の傾向の強い日本共産党（左派）などが「愛国」を掲げた例がある。
冷戦崩壊後、日本の左派政党は階級政党から大衆政党へと脱皮を図っている。そのためか、ナショナリズムをアピールする場面も増えてきた。
例えば、日本共産党は、富士山の写真をバックに「この国を愛する党です」と記された選挙ポスターを作成したり、TPP推進派に対して「売国」と批判したり、赤旗の中で「日本共産党のこの立場こそ、国を愛する広範な国民の気持ちと要求を真の意味で代表しうる立場であって、その意味ではこれこそ真の愛国者の立場であるということができます。」と自党を定義している。
社民党も公式サイトで福島みずほ参議院議員が、参議院の本会議場で「私は愛国者だ」と言ったり、自民党に対して「自民党は愛国心が足りない（親米保守を批判した文脈で）」という批判を行っている。
東アジア反日武装戦線はアイヌ革命論を掲げたが、これは新左翼の窮民革命論から派生したもので、アイヌの民族自決の要求から出てきた思想ではない。

### 中華人民共和国
毛沢東は新しく建設されるべき社会のヴィジョンは、強調されるべき民族の偉大さと不可分のものであると述べた（1938年10月中国共産党中央委員会報告に拠る）。
- 現在の、中華人民共和国における左翼ナショナリズムの主要な点は、次からなる。

1. 香港や台湾省は同胞であり、各方面で結束すべき。
2. 多民族国家の統合手段として「中華民族」と定義すべき。
3. 帝国主義やテロの脅威に対応して、大幅な軍備拡張を実施すべき。
4. 腐敗の原因は政府機能の緩和とイデオロギーの希薄化にあり、中央集権の強化が必要である。
5. 外資に関しては先端分野対象の導入は容認し、文化を損なう消費財分野対象のものは規制すべき。

この内、3.は米国留学の経験がある論客が多いことからRMA（軍事における革命）の影響を受けており、新三打三防のようにハイテク兵器の充実がよく唱えられる。5.は情報統制の口実にしばしば用いられる。グローバリゼーションに伴い、この種の勢力が大衆や軍部の背広組を基盤に置き、発言力を強めている。
2013年、習近平は国家主席の就任演説で「中華民族の偉大な復興という中国の夢を実現するため引き続き奮闘、努力しなければならない」と述べた。

### 台湾（中華民国）
台湾では右派政党である中国国民党が中国本土との統一を模索するのに対し、社会福祉や環境保護、反原発、人権、などのリベラル左派的な政策を掲げる民主進歩党が台湾独立を主張した。

### 朝鮮半島
大韓民国では、「左派新自由主義」を自称する盧武鉉前政権の与党ウリ党や、民主労働党などが、朝鮮民主主義人民共和国への外交政策として太陽政策を支持した。
朝鮮民主主義人民共和国では、1950年代から従来のマルクス・レーニン主義を置き換える形で、極端な自主独立路線である主体思想を主張している。

### ラテンアメリカ
ラテンアメリカのナショナリズムは、ジラルデに拠ればアルゼンチンのペロン主義の主導者フアン・ペロンと、キューバ革命の指導者フィデル・カストロらに代表される。
1968年にペルーでクーデターを実行したフアン・ベラスコ・アルバラードは対米追従からの脱却を唱え、軍事政権を樹立。地下資源の「民族化（外国資本からの接収）」をはじめとする社会主義政策とソ連への接近を実行した。べラスコの方針と政策は、後述のウゴ・チャベスらに大きな影響を与えたとされる。
2000年代に入り、ラテンアメリカではアルゼンチンのネストル・キルチネル政権、チリのミシェル・バチェレ政権、ブラジルのルイス・イナシオ・ルーラ・ダ・シルヴァ政権、ウルグアイのタバレ・バスケス政権など中道左派化が急速に進んだ。
一方、ベネズエラのウゴ・チャベス政権、ボリビアのエボ・モラレス政権、エクアドルのラファエル・コレア政権、ニカラグアのダニエル・オルテガ政権など、反米や積極国家を唱える急進左派政権も成立した。

### ソ連・ロシア
ウラジーミル・レーニンの著書『民族自決権について』では「単なる民族自決ではなく、民族内のプロレタリアートの自決を助けることを、積極的で主な任務とする。」とし、植民地支配からの解放運動やロシア内に発生していた自由主義的民族主義の力を専制打倒へと転換するべく民族自決を認める見解を示した。その一方レーニンは排外的ナショナリズムを忌み嫌い、あくまでプロレタリアートの民族は平等であることを強調した。こうしてロシア革命で誕生したソビエト連邦は構成国家の平等を謳った連邦国家となった。
レーニンの死後実権を握ったヨシフ・スターリンは一国社会主義を主張し、マルクス主義の世界革命論を主張するレフ・トロツキーらを追放し、全体主義的で愛国主義的な一党独裁制を構築した（スターリニズム）。独ソ戦を帝政ロシアがナポレオンによる侵略を阻止した祖国戦争になぞらえ、大祖国戦争と呼称するなど、革命により否定されたはずの帝国主義的愛国心も利用した。
ソビエト連邦の崩壊後のロシア連邦では、ウラジーミル・プーチン大統領が「強いロシア」の再建を標榜して、左翼的な社会政策も取り入れ、ピオネールやコムソモールを想起させるナーシを作り、ロシア連邦共産党の層を二つに割ったが、その後は宗教保守に接近した。

### インド
諸民族の団結を謳うインド国民会議派各派。

### シンガポール
社会民主主義を自称する人民行動党は、人種・ジェンダーの排他的関係を超越したナショナリズムを奨励している。

### アラブ諸国
アラブ諸国では、汎アラブ主義（アラブ民族主義）と社会主義とが結びついたアラブ社会主義と呼ばれる独自の政治潮流がある。エジプトのガマール・アブドゥル＝ナーセルやバアス党（アラブ社会主義復興党）などが代表的である。

### パレスチナ
パレスチナではパレスチナ問題を背景に、イスラエルによる占領（シオニズム）に反対し、大多数の政党がパレスチナの解放と独立を掲げ、イスラエルとそれを支持するアメリカ合衆国へ反発している。
オスロ合意以降はファタハやパレスチナ解放民主戦線などは穏健派武装勢力に転じたが、強硬派武装勢力のパレスチナ解放人民戦線（PFLP）やパレスチナ解放人民戦線総司令部（PFLP-GC）などはアメリカ合衆国などからテロ組織に指定されている。

### アフリカ
脱植民地化時代の1950年代後半から1960年代にかけて、ガーナのクワメ・エンクルマ政権や、ギニアのセク・トゥーレ政権、アルジェリアのベン・ベラ政権など、アフリカ諸国の独立指導者には左翼ナショナリズム的傾向を持つ人物も多かった。

### その他
ブルガリアでのイスラム系少数民族住民への強制的同化やチェコにおけるドイツ語系住民の大量追放などが挙げられる。